# Punto caliente de Tristán de Acuña

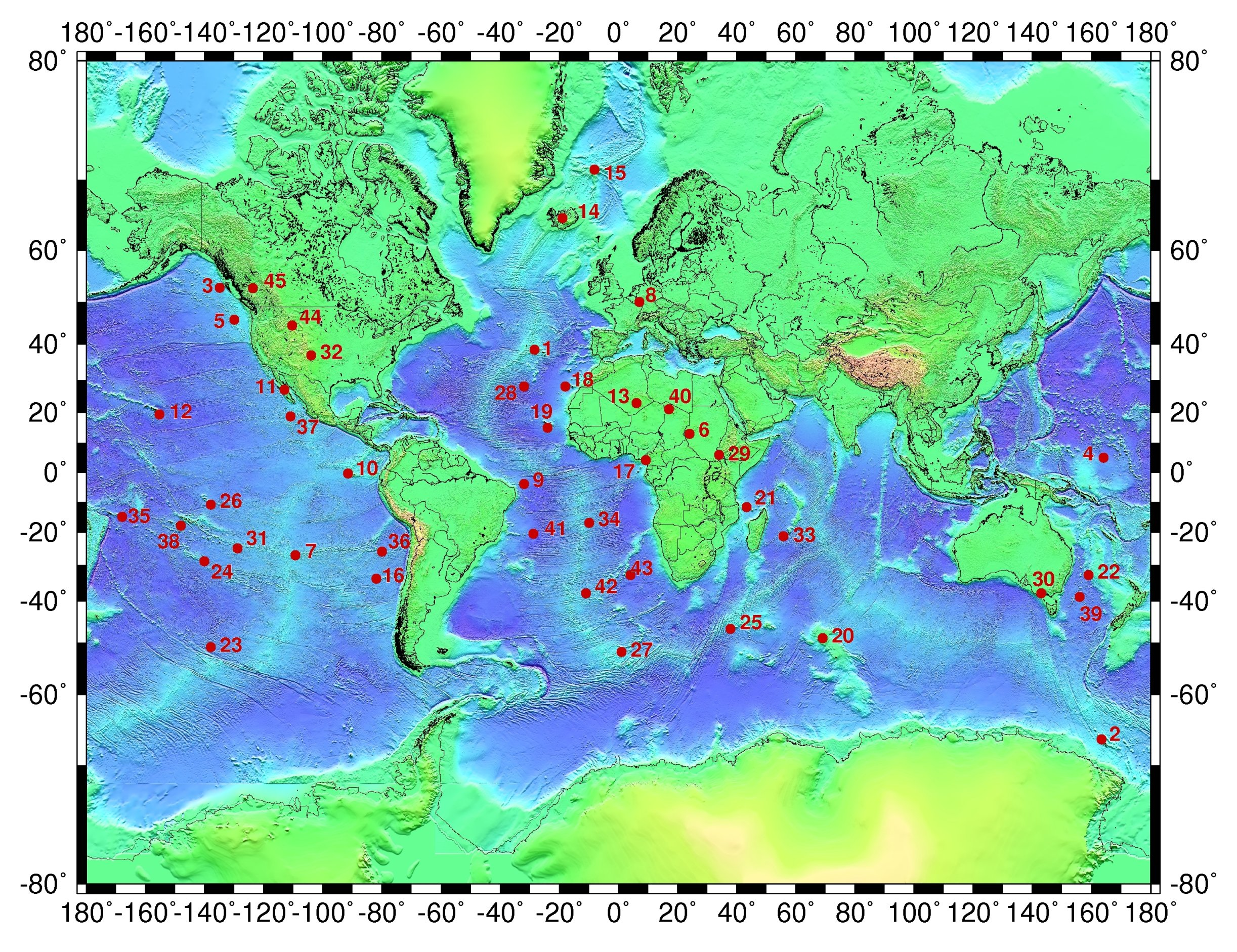
El punto caliente de Tristán de Acuña es el número 42 en el mapa.

Tristán o Tristán de Acuña es un punto caliente que es responsable de la actividad volcánica que forma los volcanes en el sur del océano Atlántico. Se cree que se formó la isla de Tristán de Acuña y la cadena Walvis en la placa africana.
También se cree que está estrechamente relacionada con las Traps de Paraná y Etendeka, que se formó sobre el punto caliente durante la apertura del océano Atlántico Sur.
El punto caliente de Gough también está conectado a las Traps de Paraná y Etendeka por la cadena Walvis.